# Babiana secunda
Babiana secunda är en irisväxtart som först beskrevs av Carl Peter Thunberg, och fick sitt nu gällande namn av Ker Gawl. Babiana secunda ingår i släktet Babiana och familjen irisväxter. Inga underarter finns listade i Catalogue of Life.